# Werszynowa Murawijka
Werszynowa Murawijka (ukr. Вершинова Муравійка) – wieś na Ukrainie, w obwodzie czernihowskim, w rejonie czernihowskim, w hromadzie Kułykiwka. W 2001 liczyła 527 mieszkańców, wśród których 510 wskazało jako ojczysty język ukraiński, 14 rosyjski, 1 białoruski, 1 niemiecki, a 1 inny.
Znajduje się tu stacja kolejowa Murawijka, położona na linii Czernihów – Niżyn.